# Philip Chevron

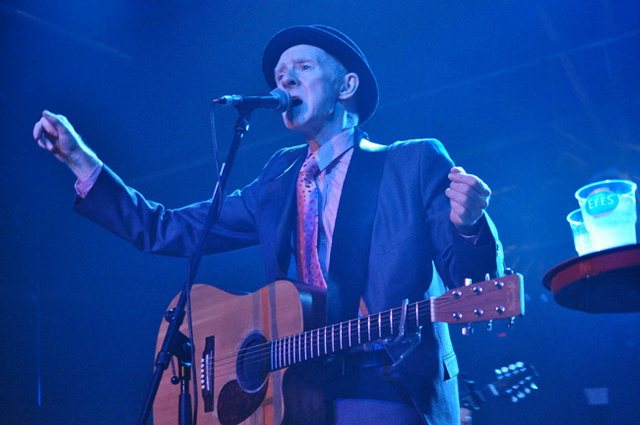
Philip Chevron, Milk club, Moskau,
am 29. Aug. 2010 mit den Pogues

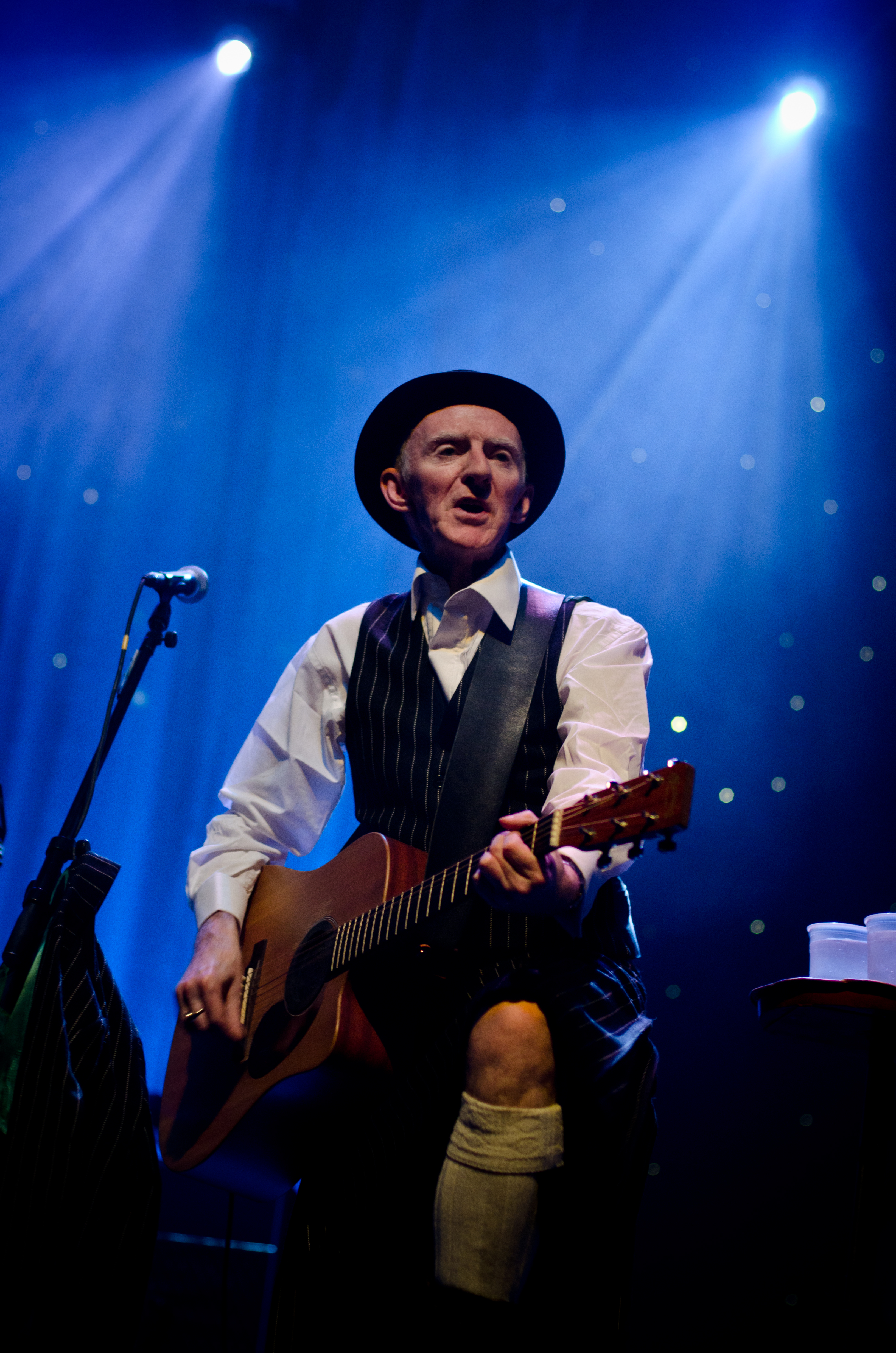
Philip Chevron mit den Pogues (2011)

Philip Chevron, eigentlich Philip Ryan, (* 17. Juni 1957 in Dublin; † 8. Oktober 2013 ebenda) war ein irischer Sänger, Songwriter und Gitarrist. Bekannt wurde er als Gitarrist der irisch-englischen Folk-Punk-Band The Pogues.

## Leben
Mitte der 1970er Jahre gründete Chevron die Punk-Rock-Band The Radiators from Space, mit der er Platz 17 in den irischen Charts mit dem Titel Television Screen erreichte, wobei finanzieller Erfolg ausblieb. Sie organisierten ein Punk-Festival in Dublin, bei dem sich die Sicherheit als großes Problem herausstellte. Nachdem ein Zuschauer getötet wurde, nahm kaum einer die Radiators wahr. Nach der Auflösung der Radiators lebte Chevron in London, wo er sich mit Shane MacGowan anfreundete, mit dem er eine Zeit lang in einem Schallplattenladen arbeitete.
Philip sollte nach der Veröffentlichung des Pogues-Debüt-Albums Red Roses for Me für kurze Zeit Jem Finer ersetzen, dessen Frau Marcia ihr zweites Kind bekam und der deshalb nicht an der ersten Pogues-Tournee außerhalb Großbritanniens teilnehmen konnte. Obwohl er vorher noch nie Banjo gespielt hatte, stimmte er zu. Nach der Tournee blieb Chevron bei den Pogues, da MacGowan nicht mehr Gitarre spielen wollte.
1989 nahm Chevron an der Produktion eines Albums zum Gedenken an Phil Lynott teil, das unter dem Titel Ode To A Black Man in zwei verschiedenen Versionen 1989 und 1991 veröffentlicht wurde. Mit Mary Coughlan sang er auf dem Wohltätigkeitsalbum For The Children den Titel mit der Gruppe LILT. Chevron produzierte eine Solo-Version des Titels Thousands are sailing für die BBC-Produktion über irische Musiker Bringing It All Back Home.
Obgleich Chevron während seiner Zeit bei den Pogues im Schatten MacGowans arbeitete, hatte er auch als Songwriter Erfolg. Er schrieb in der Zeit populäre Balladen wie zum Beispiel Thousands are Sailing und Lorelei.
Hauptsächlich als Gitarrist bekannt, war Chevron auch ein sehr guter Banjospieler, was er auf dem dritten Album der Pogues If I Should Fall From Grace with God unter Beweis stellte. Chevron verließ die Pogues 1994.
2003 rief er die Radiators erneut ins Leben (Plan 9), um – unter anderem mit Ex-Pogues Bassistin Cait O’Riordan – das Album Trouble Pilgrim 2006 zu veröffentlichen. Das Album enthält einen Tribut an seinen Freund Joe Strummer.
In den letzten Jahren wurde Chevron so etwas wie der inoffizielle Sprecher der Pogues, der im Forum viele Fragen der Fans beantwortete. 2004 wurden die Studioalben der Pogues unter seiner Aufsicht digital überarbeitet und mit zusätzlichen Stücken neu auf den Markt gebracht. Er tourte seit der Wiedervereinigung der Pogues im Jahre 2001 wieder regelmäßig mit ihnen.
Im Juni 2007 wurde auf der Pogues-Website bekanntgegeben, dass Philip Chevron an örtlich fortgeschrittenem Speiseröhrenkrebs erkrankt sei. Im Frühjahr 2008 wurde mitgeteilt, dass er wiederhergestellt sei und zu seinem Erstaunen sein Gehör nahezu die Leistungsfähigkeit wiedererlangt habe, die es vor der Behandlung besaß. Er nahm an der 2008er-Tournee in den Vereinigten Staaten teil und konnte bis 2012 auf allen Konzerten Thousands Are Sailing singen. Nach erfolgreicher Australien- und Japantournee musste er jedoch das Singen mit Beginn der Europarundreise wieder einstellen.
Ab 2005 arbeitete er gemeinsam mit dem Radiokritiker Declan Lynch an einem Musical, das von einem irisch-amerikanischen Boxer handelt.
Am 15. Mai 2013 gab Chevron bekannt, dass erneut ein Tumor aufgetreten sei, der aufgrund seiner Position inoperabel war. Er wurde mit “This time the cancer is lethal” (deutsch: „Dieses Mal ist der Krebs tödlich“) zitiert. Philip Chevron starb am 8. Oktober 2013 im Alter von 56 Jahren.